# 宝泉寺 (京都市)
宝泉寺（ほうせんじ）は、京都市右京区にある真言宗御室派の寺院。山号は金華山。本尊は十一面観世音菩薩。